# Клиническая психология
Клини́ческая психоло́гия (медици́нская психоло́гия) — раздел психологии (на стыке с медициной), изучающий психические явления с точки зрения их взаимосвязи с болезнями. 
Сфера клинической психологии включает в себя диагностику психического здоровья, организацию и проведение научных исследований для понимания психофизиологических проблем и разработку, проведение и оценку психологической коррекции (психотерапия). Психотерапевтические методы клинической психологии: консультирование, индивидуальная психотерапия, семейная психотерапия, семейное консультирование и различные формы поддержки людей, испытывающих психологические проблемы, связанные с нарушениями физического здоровья.

## Предмет клинической психологии
Клиническая психология — специальность широкого профиля, имеющая межотраслевой характер и участвующая в решении комплекса задач в системе здравоохранения, народного образования и социальной помощи населению. Работа клинического психолога направлена на повышение психологических ресурсов и адаптационных возможностей человека, гармонизацию психического развития, охрану здоровья, профилактику и преодоление недугов, психологическую реабилитацию.
В России долгое время был принят термин «медицинская психология», определяющий ту же сферу деятельности. В 1990-е, в рамках приведения российской образовательной программы к международным стандартам, в России была введена специальность «клиническая психология». В отличие от России, в которой медицинская психология и клиническая психология фактически зачастую представляют собой одну и ту же область психологии, в международной практике медицинская психология обозначает, как правило, узкую сферу психологии взаимоотношений врача или терапевта и пациента и ряда других узкоспецифических вопросов, в то время, как клиническая психология — это целостная научная и практическая психологическая дисциплина.
Предмет клинической психологии как научно-практической дисциплины:
- Психические проявления различных расстройств.
- Роль психики в возникновении, течении и предупреждении расстройств.
- Влияние различных расстройств на психику.
- Нарушения развития психики.
- Разработка принципов и методов исследования в клинике.
- Психотерапия, проведение и разработка методов.
- Создание психологических методов воздействия на психику человека в лечебных и профилактических целях.

Клинические психологи занимаются исследованием общепсихологических проблем, а также проблемы определения нормы и патологии, определением соотношения социального и биологического в человеке и роли сознательного и бессознательного, а также решением проблем развития и распада психики.

## История появления и определение
В начале своего развития как науки психология ставила перед собой задачу изучения «нормального» сознания, оставляя отклонения от нормы развивавшимся параллельно неврологии и психиатрии, в рамках которых велось исследование пациентов в лечебницах для душевнобольных. В этих заведениях, однако, многочисленные пациенты с хроническими проблемами, как правило, содержались в очень тяжёлых условиях, не располагающих к научной работе.

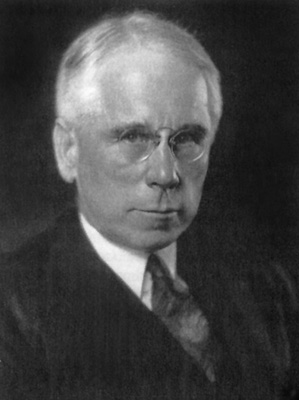
Лайтнер Уитмер

Предпосылки возникновения клинической психологии были заложены психологическими исследованиями французских и русских психиатров конца XIX века. Отец французской психологии Теодюль Рибо в начале своей деятельности уделял большое внимание психопатологии, хотя его ученикам приходилось, чтобы заниматься ею, получать дипломы психиатров или неврологов. Во Франции эмпирическими исследованиями психологической тематики занимались И. Тэн, Ж.-М. Шарко, П. Жане. В России патопсихологические исследования вели С. С. Корсаков, И. А. Сикорский, В. М. Бехтерев, В. Х. Кандинский и другие психиатры.
Первая психологическая лаборатория в Российской Империи была основана В. М. Бехтеревым в 1885 г. при психиатрической клинике Казанского университета. В США в XIX веке исследовательскую лабораторию при Нью-Йоркском патологическом институте основал ученик психолога Уильяма Джеймса Борис Сайдис, а в Восточной лечебнице для душевнобольных в Иллинойсе аналогичную лабораторию создал Уильям Крон.

Термин «клиническая психология» был введён в 1907 году американским психологом Лайтнером Уитмером (1867—1956), узко определявшим его как изучение индивидов путём наблюдения или эксперимента с намерением произвести изменение. Согласно современному определению Американской психологической ассоциации: 
Область клинической психологии интегрирует науку, теорию и практику с целью понять, предсказать и облегчить дезадаптацию, инвалидность и дискомфорт, равно как и способствовать адаптации, приспособляемости и личностному развитию. Клиническая психология концентрируется на интеллектуальных, эмоциональных, биологических, психологических, социальных и поведенческих аспектах функционирования человека в течение жизни, в различных культурах и на всех социоэкономических уровнях.
Уитмер открыл собственную психологическую клинику в 1896 году при Пенсильванском университете. В 1907 году благодаря его усилиям начал издаваться первый в истории специализированный журнал по клинической психологии — The Psychological Clinic. Используя подход Уитмера, американские психологи начали создавать новые психологические клиники, а в 1917 году появилась первая организация клинических психологов — Американская ассоциация клинической психологии. Немецкая школа клинической психологии сформировалась в середине XX века, в её основу легли достижения экспериментальной психологии, начало которой было положено в 1890-х годах.
В XX веке многочисленные исследования были проведены на базе Психоневрологического института им. Бехтерева. Развитию клинической психологии в России серьёзно способствовали такие деятели науки как В. П. Осипов, Г. Н. Вырубов, В. Н. Мясищев. Значительный научный и организационный вклад в развитие клинической психологии в России в последние годы внёс ученик Мясищева Б. Д. Карвасарский.

## Разделы клинической психологии
В клинической психологии выделяются следующие разделы:
1. Патопсихология;
2. Нейропсихология;
3. Психосоматика;
4. Психология аномального развития;
5. Психотерапия

### Патопсихология и клиническая психопатология
Патопсихология занимается вопросами нарушений психики человека, расстройствами адекватного восприятия мира из-за поражений центральной нервной системы. Патопсихология изучает закономерности распада психических процессов при разных расстройствах (болезнях), а также факторы, способствующие созданию эффективных коррекционных методов лечения.
В практические задачи патопсихологии входит анализ структуры психических расстройств, установление степени снижения психических функций, дифференциальная диагностика, изучение особенностей личности и исследование эффективности терапевтических воздействий.
Существует различие между патопсихологией, то есть рассмотрением психической сферы человека с точки зрения методов психологии, и психопатологией, рассматривающей психику человека с точки зрения нозологии и психиатрии. Клиническая психопатология исследует, выявляет, описывает и систематизирует проявления нарушенных психических функций, патопсихология же вскрывает психологическими методами характер протекания и особенности структуры психических процессов, приводящих к наблюдаемым в клинике расстройствам.
Основателями московской патопсихологии советского периода считаются Б. В. Зейгарник и С. Я. Рубинштейн.

### Нейропсихология
Нейропсихология — обширная научная дисциплина, исследующая роль мозга и центральной нервной системы в психических процессах, затрагивающая вопросы как психиатрии и неврологии, так и философии сознания, когнитивной науки и искусственных нейронных сетей.
Советская школа нейропсихологии занималась в основном исследованием причинно-следственных отношений между поражениями мозга, их локализацией и изменениями со стороны психических процессов. В её задачи входило изучение нарушенных психических функций в результате повреждения головного мозга, исследование локализация очага поражения и вопросов восстановления нарушенных психических функций, а также разработка теоретических и методологических проблем общей и клинической психологии.
Значительный вклад роль в развитие нейропсихологии как самостоятельной дисциплины внёс советский учёный А. Р. Лурия, чьи исследования в области афазии и нейролингвистики получили мировое признание.

### Психосоматика
Психосоматика исследует проблемы больных соматическими заболеваниями, в происхождении и течении которых большую роль играет психологический фактор. В сферу психосоматики входят вопросы, связанные с онкологическими и другими тяжёлыми заболеваниями (извещение о диагнозе, психологическая помощь, подготовка к операции, реабилитация и др.) и психосоматическими расстройствами (при переживании острой и хронической психической травмы; проблемы включают симптомы ишемической болезни сердца, язвенные болезни, гипертоническое расстройство, нейродермиты, псориазы и бронхиальную астму).
В рамках клинической психологии психосоматика различает психосоматические симптомы и психосоматические феномены.

### Психологическая коррекция и психотерапия
Психологическая коррекция, или психокоррекция, связана с особенностями помощи больному человеку. В рамках данного раздела происходит разработка психологических основ психотерапии, психологическая реабилитация как системная медико-психологическая деятельность, направленная на восстановление личного социального статуса путём различных медицинских, психологических, социальных и педагогических мероприятий, психогигиена как наука о сохранении и поддержании психического здоровья, психопрофилактика, или совокупность мероприятий по предупреждению психических расстройств, а также медико-психологическая экспертиза (экспертиза трудоспособности, судебно-психологическая экспертиза, военно-психологическая экспертиза).

## Методы клинической психологии
В клинической психологии используется множество методов, позволяющих объективизировать, дифференцировать и квалифицировать различные варианты нормы и патологии. Выбор методики зависит от задачи, стоящей перед психологом, психического состояния больного, образования пациента, степени сложности психического нарушения. Выделяют следующие методы:
- Наблюдение
- Беседа
- Психофизиологические методы (например, ЭЭГ)
- Биографический метод
- Изучение продуктов творчества
- Анамнестический метод (сбор сведений о лечении, течении и причинах расстройства)
- Экспериментально-психологический метод (стандартизированные и нестандартизированные методики)

## Психотерапия
Психотерапия — основной метод психологической коррекции, осуществляемый клиническим психологом, в общем виде представляющий собой набор техник и методик, применяемых психотерапевтом для проведения изменений психоэмоционального состояния человека, его поведения и коммуникативных паттернов, улучшению его самочувствия и улучшению способности к адаптации в социуме. Психотерапии проводятся как в индивидуальном порядке, так и в группах.
Существует множество различных направлений психотерапии: психодинамическая психотерапия, когнитивная психотерапия, гуманистическая психотерапия, семейная психотерапия, гештальттерапия, эмоционально - образная терапия, телесно-ориентированная психотерапия; в последние десятилетия также наблюдается выделение трансперсональных видов психотерапии.

## Проблема психической нормы и патологии
Клиническая психология занимается проблемой определения, что же такое психическая норма и патология. В рамках нозологического подхода принято выделять два состояния человека — здоровье и болезнь.
Типичными признаками здоровья считаются структурная и физическая сохранность нервной системы и органов человека, индивидуальная приспособляемость к физической и социальной среде, сохранность стабильного привычного самочувствия.
Болезнь характеризуется общим или частным снижением приспособляемости, при этом выделяют следующие возможные исходы болезни: полное выздоровление, выздоровление с наличием остаточных явлений, инвалидизация (получение дефекта) и летальный исход.
Также выделяют патологическое психическое состояние, обусловленное этиологией процесса и не имеющее исхода.
Вопрос определения нормы и патологии является крайне сложным и затрагивает различные сферы человеческой деятельности — от медицины и психологии до философии и социологии. Был совершён ряд попыток вывести критерии психической нормы, в число которых включали соответствующую возрасту человека зрелость чувств, адекватное восприятие действительности, наличие гармонии между восприятием явлений и эмоциональным отношением к ним, умение уживаться с собой и социальным окружением, гибкость поведения, критический подход к обстоятельствам жизни, наличие чувства идентичности, способность планировать и оценивать жизненные перспективы. Во многих случаях под психической нормой определяют то, насколько индивид адаптирован к жизни в социальной среде, насколько он продуктивен и критичен в жизни.
При постановке диагноза психиатры и клинические психологи пользуются как личным опытом и общими рекомендациями, так и Международной классификацией болезней (МКБ-10) и Диагностическим и статистическим руководством по психическим расстройствам (DSM-5).